# Lorenzo Wright
Lorenzo Christopher Wright (Detroit, 9 december 1926 – aldaar, 27 maart 1972) was een Amerikaans atleet.

## Biografie
Tijdens de Olympische Zomerspelen 1948 werd Wright vierde bij het verspringen. Op de 4x100 meter werd de Amerikaanse ploeg gediskwalificeerd vanwege een foute wissel van Barney Ewell op Wright, de Amerikaanse ploeg diende een protest in en op basis van videobeelden werd de diskwalificatie teruggedraaid en won de Amerikaanse ploeg de gouden medaille. Wright werd in 1972 vermoord door zijn eigen vrouw.

## Titels
- Olympisch kampioen 4 x 100 m - 1948

## Persoonlijke records
| Onderdeel   | Prestatie | Jaar |
| ----------- | --------- | ---- |
| 100 m       | 10,5 s    | 1947 |
| verspringen | 7,90      | 1948 |

## Palmares

### verspringen
- 1948: 4e OS - 7,45m

### 4 x 100 m
- 1948:  OS - 40,6 s

1912: Jacobs, Macintosh, d'Arcy, Applegarth ·
1920: Paddock, Scholz, Murchison, Kirksey ·
1924: Clarke, Hussey, Leconey, Murchison ·
1928: Wykoff, Quinn, Borah, Russell ·
1932: Kiesel, Toppino, Dyer, Wykoff ·
1936: Owens, Metcalfe, Draper, Wykoff ·
1948: Ewell, Wright, Dillard, Patton ·
1952: Smith, Dillard, Remigino, Stanfield ·
1956: Murchison, King, Baker, Morrow ·
1960: Cullmann, Hary, Mahlendorf, Lauer ·
1964: Drayton, Ashworth, Stebbins, Hayes ·
1968: Greene, Pender, Smith, Hines ·
1972: Black, Taylor, Tinker, Hart ·
1976: Glance, Jones, Hampton, Riddick ·
1980: Moeravjov, Sidorov, Prokofjev, Aksinin ·
1984: Graddy, Brown, Smith, Lewis ·
1988: Bryzgin, Krylov, Moeravjov, Savin ·
1992: Marsh, Burrell, Mitchell, Lewis ·
1996: Esmie, Gilbert, Surin, Bailey ·
2000: Drummond, Williams, Lewis, Greene ·
2004: Gardener, Campbell, Devonish, Lewis-Francis ·
2008: Bledman, Burns, Callender, Thompson ·
2012: Carter, Frater, Blake, Bolt ·
2016: Powell, Blake, Ashmeade, Bolt ·
2020: Desalu, Jacobs, Patta, Tortu ·
2024: Brown, Blake, Rodney, De Grasse